# Casa dell'Efebo
La casa dell'Efebo è una casa di epoca romana, sepolta durante l'eruzione del Vesuvio del 79 e ritrovata a seguito degli scavi archeologici dell'antica Pompei: chiamata anche casa di Publio Cornelio Tegeste, dal nome del proprietario, deve la sua denominazione al ritrovamento di una statua raffigurante un efebo.

## Storia
La casa appartenne a un Publio Cornelio Tegeste, probabilmente un mercante del ceto medio pompeiano, che si era arricchito tramite i traffici commerciali: visto anche i numerosi ritrovamenti di oggetti, l'uomo doveva essere un cultore o collezionista di opere d'arte. Frutto dell'unione di due o tre abitazioni, la casa nel periodo precedente all'eruzione era in uso, come dimostrato anche dal rinvenimento di tre scheletri, tuttavia era in fase di restauro come testimoniano i calcinacci nel giardino, che non era utilizzato quindi come luogo di svago, la mancanza di utensili da cucina, un letto posto in un ambiente non adibito a tale funzione e alle decorazioni in quarto stile del tutto complete. Probabilmente i proprietari, durante il restauro o prima del terremoto del 62, erano partiti da Pompei e lasciato la casa alla gestione del personale di servizio. Venne seppellita quindi sotto una coltre di ceneri e lapilli durante l'eruzione del Vesuvio del 79 e fu esplorata e riportata alla luce in più fasi: la prima nel 1912 e poi tra marzo e settembre del 1925, anche se i lavori si protrassero fino al 1927. La casa si trovava ad una profondità di tre metri dal suolo di calpestio e le indagini iniziarono praticando un tunnel dalla casa del Sacerdote Amando: tuttavia varchi nelle mura evidenziarono che questa già era stata esplorata precedentemente. Negli anni 10 del XXI secolo l'abitazione venne sottoposta a restauro, riaprendo al pubblico nel dicembre 2015.

## Descrizione

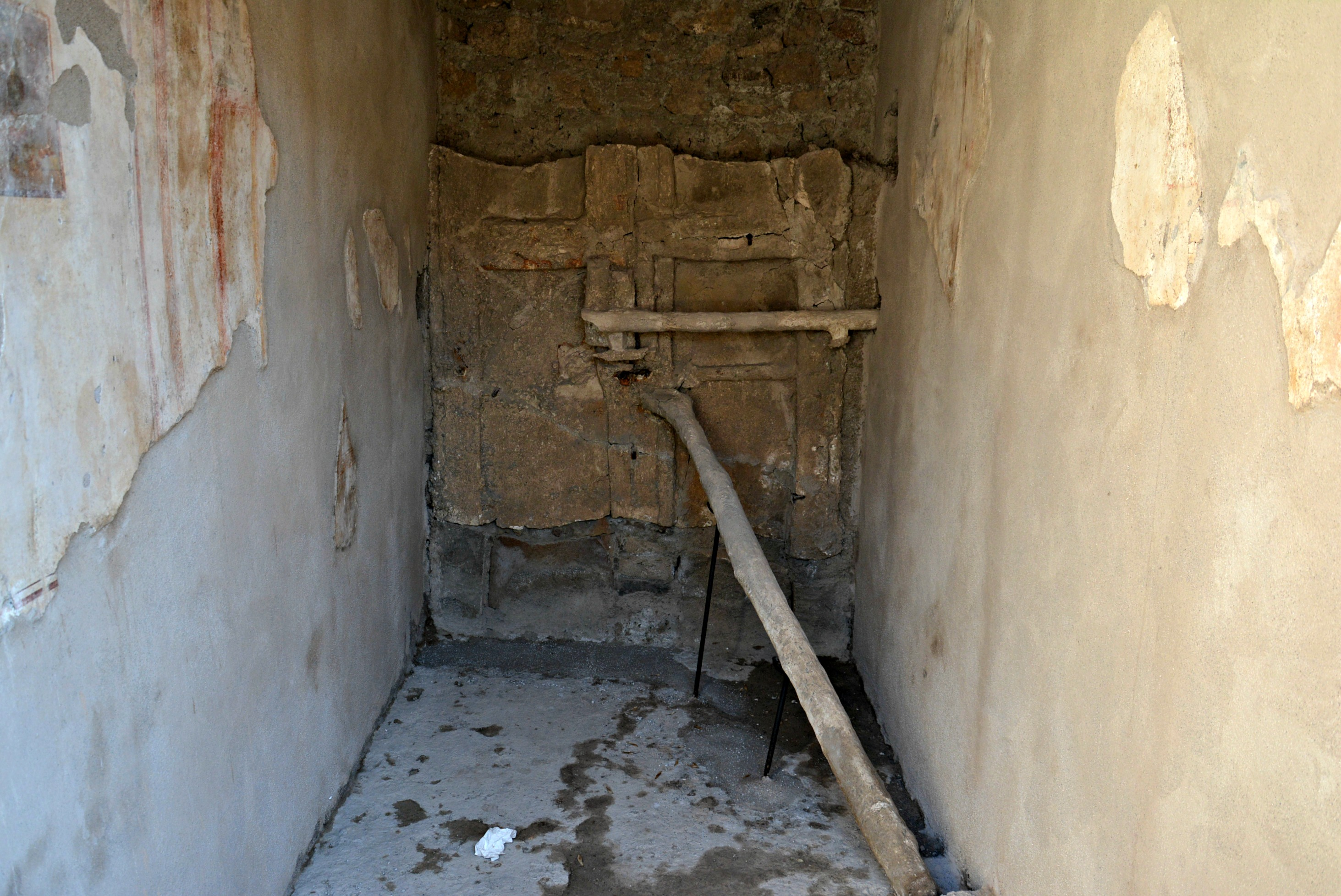
Calco del portone d'ingresso

L'accesso alla casa, che ha una superficie di circa seicentocinquanta metri quadrati, è posto in una traversa di via dell'Abbondanza, nel cosiddetto vicolo dell'Efebo: al momento dello scavo, lungo la strada sono stati ritrovati diversi oggetti, probabilmente prelevati dalla casa stessa durante l'eruzione. L'abitazione ha tre ingressi, frutto dell'unione di più case: probabilmente l'ingresso nella parte alta era utilizzato dalla famiglia, quello mediano dagli ospiti, mentre quello in basso consentiva l'accesso alla zona del giardino. L'ingresso posto nella parte superiore si presenta esternamente decorato con semicolonne sormontato da capitelli cubici; è stato ricavato il calco del portone a due battenti, internamente sbarrato: Amedeo Maiuri ha ipotizzato che questo poteva o non essere più in uso o chiuso durante l'eruzione per evitare l'ingresso all'interno sia di materiali vulcanici che di intrusi. Il corridoio d'ingresso ha pareti affrescate in bianco con l'aggiunta di candelabri e bordi ornamentali, tipico del quarto stile che si ritrova in tutta la casa, mentre il pavimento è in lavapesta. Si accede quindi all'atrio, completamente coperto e senza impluvium: le pareti nord e sud hanno pareti bianche con disegni di piante nella zoccolatura e nature morte e bordi ornamenti nella parte mediana, mentre la parete est ha zoccolo e parte mediana in nero; il pavimento è in cocciopesto, come in quasi tutto il resto della casa. Una scala conduceva al piano superiore: nel sottoscala era posto una sorta di armadio contenente vasi in vetro e bronzo e un braccio appartenente alla statua dell'Efebo ritrovata in giardino. A completare l'ambiente una nicchia che fungeva da larario decorata con l'affresco di un Genio che offriva libagioni, una flautista, un inserviente, lari che danzano, e nella parte sottostante dovevano esserci due serpenti, di cui uno con barba e cresta rossa, contornati da piante. Nell'atrio, posti ai lati dell'ingresso, due cubicoli affrescati in giallo, con zoccolo decorato con Menadi, amorini, ghirlande, sfingi e colombe e zona mediana con nature morte e elementi architettonici. Dal lato opposto dell'atrio invece si accede a un'esedra, originariamente adibito a tablino: al momento dello scavo, al suo interno, sono stati ritrovati resti di un letto, indicando che poteva fungere o come camera da letto o camera da pranzo; la pavimentazione è in cocciopesto con l'inserto di tessere bianche, mentre le pareti sono tinteggiate in bianco con l'aggiunta di elementi vegetali nella parte inferiore e medaglioni ed elementi architettonici in quella superiore. Sullo stesso lato dell'esedra è un bagno, fornito di un lavabo in bronzo, un foro nella parete a circa un metro e mezzo di altezza che ospitava uno specchio e, nel pavimento, un foro collegato direttamente al forno del cortile, testimonianza che in casa era presente l'acqua calda; la stanza ha una zoccolatura in nero con scomparti bordati in rosso e parte mediana bianca con disegni di candelabri, ghirlande e uccelli. Dall'esedra di accede a un piccolo cortile affrescato in rosso scuro nella zoccolatura: si tratta di un locale per la raccolta e il riscaldamento dell'acqua, anche se in un primo momento lo si riteneva essere un ripostiglio per la quantità di materiale ritrovato, fino a quando non si è intuito che proveniva dal piano superiore. Si passa quindi al triclinio rustico con resti di un focolare e pareti in rosso nella parte inferiore e in bianco in quella superiore.

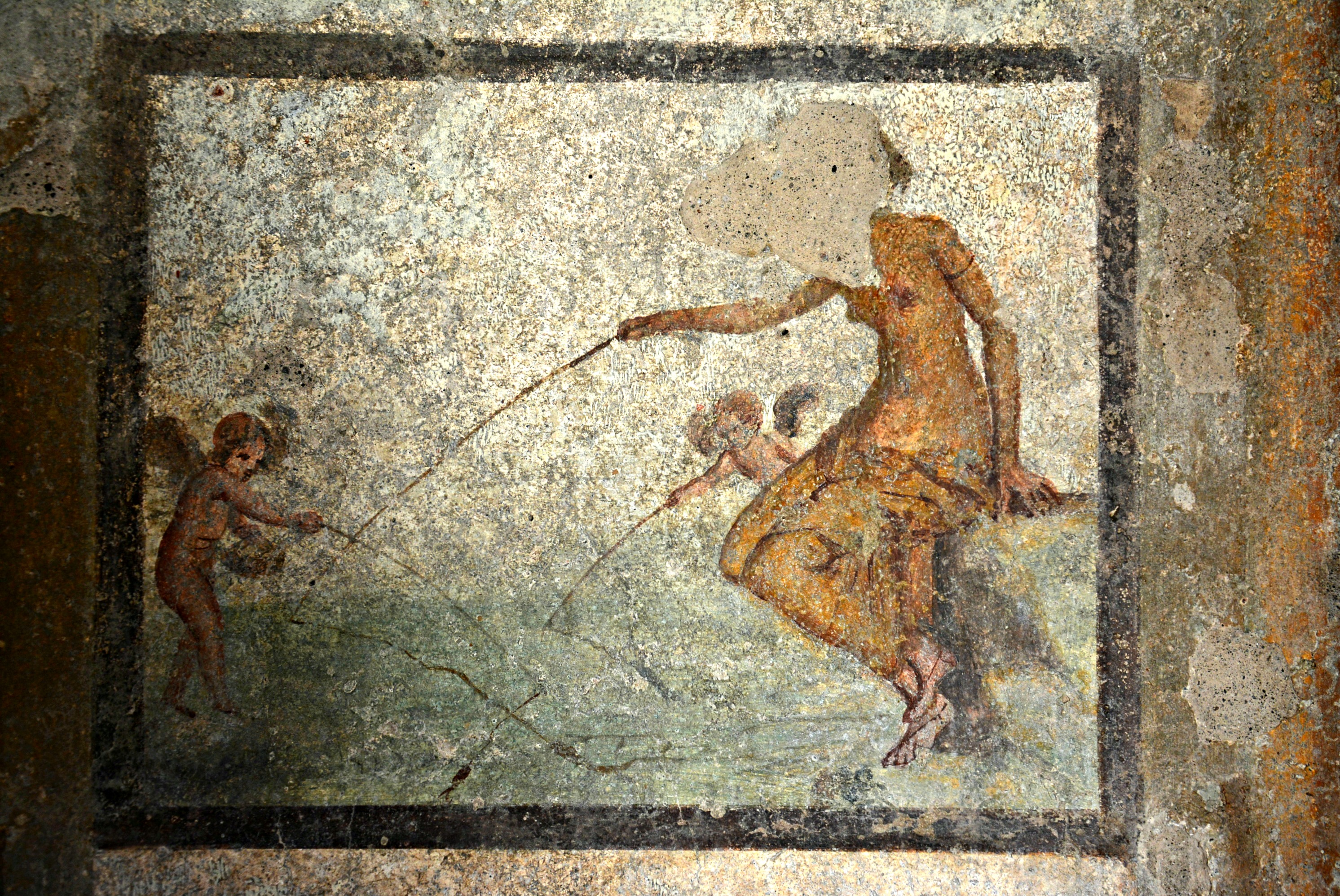
Afrodite pescatrice, affresco di un cubicolo

Il secondo ingresso era quello probabilmente in uso al momento dell'eruzione: esternamente era dotato di sedili, mentre il corridoio appare dipinto con zoccolo nero e parte mediana in giallo e rosso con riquadri bianchi; lungo il corridoio sono stati ritrovati oggetti da gioco, un martello, vasi in ceramica e bronzo e una moneta: tali oggetti erano o contenuti in un armadio, di cui sono state recuperate le cerniere, o provenienti dal piano superiore crollato. Si accede al secondo atrio, di tipo tuscanico, con impluvium, scala per il piano superiore e collegato al primo atrio tramite un'apertura nella parete nord: le pareti sono intonacate grossolanamente e in una di questa è incastonato un pezzo di vetro, tipico elemento decorativo; accanto all'impluvium sono stati rinvenuti due gambe di un tavolo in marmo e due recipienti metallici di cui uno contenente una sostanza gialla, l'altro pezzi di vetro. Lungo il lato verso l'ingresso si aprono tre ambienti, due dei quali ai lati del corridoio d'ingresso: uno, intonacato in bianco, poteva essere in origine l'accesso al piano superiore, tramutato poi in cucina, visto il ritrovamento di vasi e casseruole e munito di latrina, mentre l'altro un cubicolo con pitture parietali che tendono a riprodurre l'effetto del marmo, con zona inferiore in rosso e giallo e parte superiore in bianco, entrambi con quadretto centrale in bianco e bordi ornamentali. Accanto al cubicolo è posto un oecus che fungeva anche o da biclinio oppure da stanza da pranzo invernale: contrariamente al resto della casa, le pareti sono decorate in secondo stile, con zoccolo nero in cornice gialla e zona centrale nera con bordi rossi. Come l'ambiente accanto anche in questo sono stati ritrovati resti di anfore e una breccia nel muro segno di un'esplorazione precedente a quelle ufficiali. Con ingresso sia dall'atrio che dal biclinio è un ulteriore ambiente a servizio di quest'ultimo e presenta le parati con zoccolo bianco, arricchito con disegni di piante e elementi architettonici, e zona superiore bianca con quadretto centrale raffiguranti uccelli, pesci, animali selvatici e ghirlande: al suo interno è stata ritrovata una cassa contenente oggetti in vetro e ceramica decorati, forse utensili da toelettatura, una pentola in bronzo, un coltello e un pettine per la cardatura. Sul lato dell'atrio di fronte all'ingresso si aprono tre ambienti: quello centrale è o il tablino oppure un magazzino in quanto si presenta con pareti intonacate in grigio, anche se probabilmente al momento dell'eruzione la decorazione pittorica non era ancora stata terminata; all'interno della sala, oltre a vasi di ceramica e vetro, tazze, attrezzatura per il cucito e strumenti in ferro per il giardinaggio, forse provenienti dal piano superiore crollato, è stata ritrovata una cassa carbonizzata con all'interno quattro statuette in bronzo dorato, ognuna delle quali reca in mano un vassoio, sul quale venivano poggiati dolci, conservate al Museo archeologico nazionale di Napoli. I due ambienti laterali invece sono un piccolo cubicolo con soffitto a volta e pareti affrescate con quadretti centrali di scene mitologiche come Eco e Narciso nella parete nord, Apollo e Dafne in quella sud e l'Afrodite pescatrice in quella est, anche in cattivo stato di conservazione, e un ripostiglio, con pareti intonacate in bianco sulle quali sono presenti scaffali contenenti vasi, lampade, resti di gioielli in vetro e una maschera in terracotta.

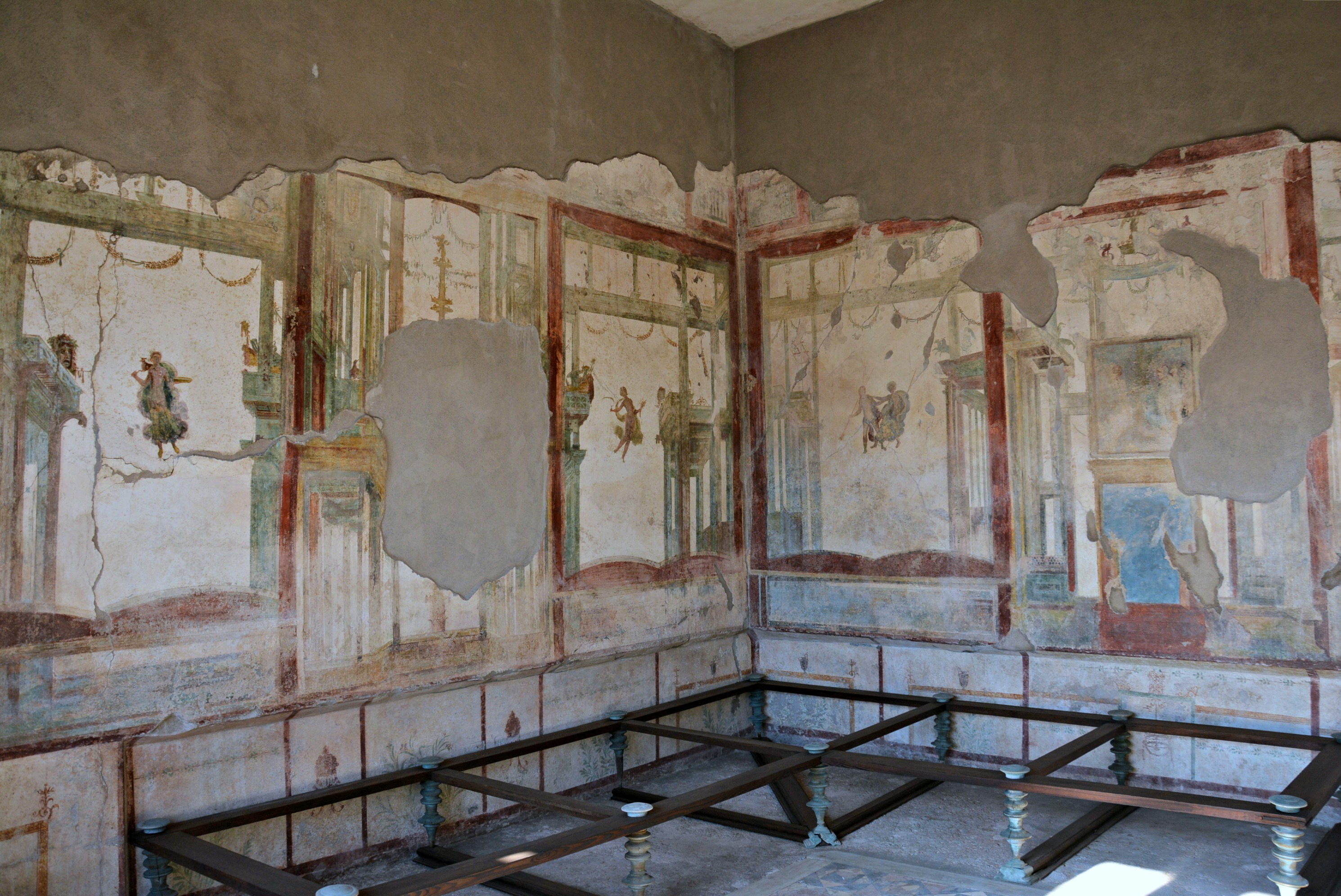
Triclinio

La parete sud del secondo atrio si apre verso la zona del giardino. Si supera una sorta d'ingresso con pareti bianche con bande rosse, gialli e verdi e pavimento in cocciopesto con file di tessere bianche e al suo interno sono stati ritrovati uno sgabello in bronzo, quattro gambe di un mobile e, avvolto in un panno di lino per evitare per si danneggiasse durante i lavori di restauro della casa, la statua raffigurante un Efebo in bronzo, copia di un'opera greca del V secolo a.C. e custodito al Museo archeologico nazionale di Napoli: la funzione della statua era probabilmente quella di essere una lampada, in quanto doveva portare nelle mani dei candelabri; al momento del ritrovamento la statua mancava del braccio destro, rinvenuto in un altro ambiente della casa. Si passa quindi a un'esedra o sala da pranzo con pareti con zoccolo bianco decorate con uccelli e piante e zona mediana bianca con disegni architettonici; il pavimento è in cocciopesto con l'inserto di tessere bianche, le quali formano delle croci, e al centro un mosaico policromo a raffigurare uccelli e fiori. Queste ultime due camere danno accesso al triclinio: le pareti si presentano sia nella zoccolatura che nella parte mediana affrescate in bianco con l'aggiunta di figure volanti e piante; nella parete est, in parte danneggiata da una breccia frutto delle esplorazioni, è un quadretto raffigurante Elena e Menelao. Il soffitto era decorato a cassettoni con l'aggiunta di figure e medaglioni, mentre il pavimento è in cocciopesto eccetto al centro e lungo il lato sud che in opus sectile, realizzato con quadrati e triangoli in marmo colorato e vetro millefiori. Nel triclinio sono stati ritrovati resti di divani lungo le pareti, poi ricostruiti, e resti di statuette, probabilmente provenienti dal giardino, in particolare una statua di Pan, di un Capra con un capretto e un bassorilievo con un amorino. Esternamente al triclinio, che era probabilmente protetto dalla pioggia, dal vento e dal sole o da vetrate poste in cornici di legno o da persiane in legno, sulla parete ovest, è posto una nicchia per un larario, decorato con l'affresco di due serpenti, quello a sinistra più grande con cresta rossa e barba, mentre l'altro piccolo, e al centro, sotto la nicchia, la raffigurazione di un braciere con sopra delle uova. Tra il triclinio e il larario è l'accesso a una dispensa o ripostiglio, nel quale sono stati ritrovati un braciere e un'anfora.

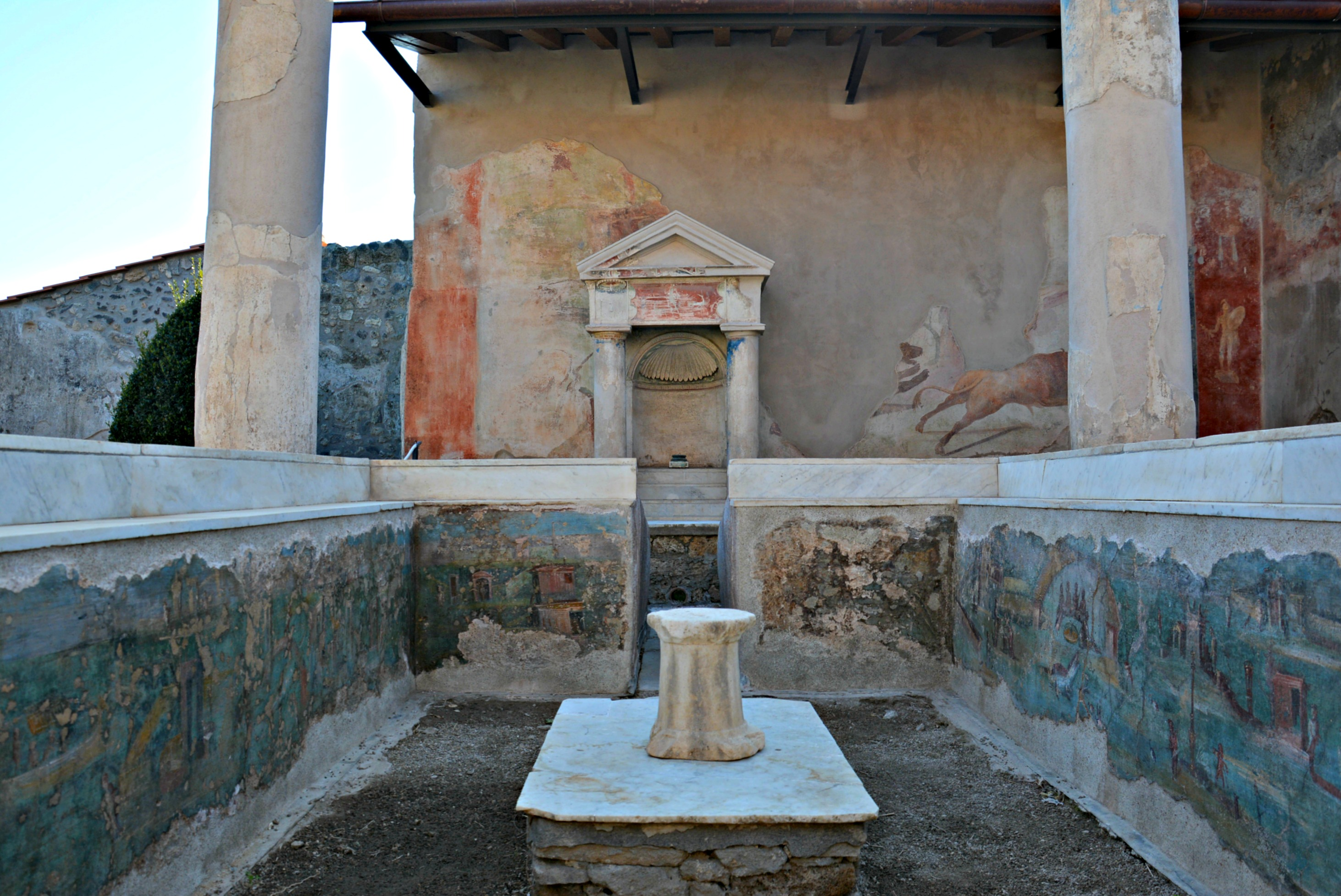
Divano in muratura decorato con affreschi in tema nilotico e sul fondo la fontana

Il terzo ingresso è posto nei pressi del giardino: l'ingresso ha la parete nord intonacata in bianco e quella sud con zoccolo rosa e parte mediana in bianco. Intorno all'ingresso si aprono tre ambienti di servizio: uno, nel quale sono stati ritrovati tre anelli, aveva una scala in legno per accedere al piano superiore, una cucina con latrina, probabilmente inutilizzata al momento dell'eruzione poiché senza reperti al suo interno, e un altro, con pareti bianche e l'aggiunta di ghirlande, candelabri, pianti e animali, dalla funzione sconosciuta e nel quale sono stati scoperti una brocca in ceramica e un manico di ferro attaccato a del legno. Dall'ingresso si passa all'ambulacro che divide la zona residenziale della casa dal giardino: le pareti sono dipinte in bianco con l'aggiunta nella parte inferiore di piante e in quella superiore di candelabri, ghirlande, uccelli e delfini; sul fondo del deambulatorio, nelle vicinanze di un larario a tempio, si trova un castellum aquae che riusciva a contenere circa tre metri cubi di acqua, collegato direttamente alla fontana del giardino, decorato con l'affresco di Marte e Venere.
Il giardino, che al momento dell'eruzione era in disuso come testimoniato sia dalle decorazioni incomplete sia per il materiale di risulta ritrovato, è posto nella parte meridionale della casa ed è diviso in due parti da lastre di marmo: la decorazione delle pareti è in una parte in zoccolo rosso con piante e zona mediana con scene di caccia, mentre nelle altre parti è intonacato in bianco. La parte ovest del giardino ha nel centro una sorta di divano in muratura a tre lati, coperto da un pergolato che si sorreggeva su quattro colonne stuccate; il divano è decorato con affreschi di scene nilotiche con pigmei: il fiume viene raffigurato nel momento della piena, con l'acqua che circonda i recinti sacri e particolare è una scena erotica sulla parte frontale che si svolge alla presenza di terzi intenti a suonare il flauto o urlare. Completano la zona un tavolo in marmo posto nel centro del divano e diverse basi in muratura su cui erano posate delle statue. Lungo la parete sud è una fontana a forma di tempio con ninfeo: come decorazione era posta una statua in bronzo di una figura femminile, Pomona, ritrovata al momento dello scavo su un mucchio di piastrelle, da cui fuoriusciva l'acqua che poi defluiva attraverso una fistula per scomparire nel muro perimetrale e ricomparire a ridosso del peristilio della casa confinante, segno che anche questa apparteneva allo stesso proprietario della casa dell'Efebo. Nella parte est del giardino è posta una grande vasca all'interno della quale sono state ritrovate anfore e vasi in ceramica; al centro un tavolo, una sedia a semicerchio e un altare in terracotta, mentre nel muro perimetrale si trova un ingresso con scala per la casa vicina. La casa aveva anche stanze al piano superiore, crollate.